# Typhochrestus
Typhochrestus là một chi nhện trong họ Linyphiidae.